# 日産生命保険
日産生命保険相互会社（にっさんせいめいほけん）は、かつて存在した日本の生命保険会社。本社を東京都渋谷区の渋谷駅近くに置いていた。バブル経済の崩壊の影響などにより、1997年（平成9年）4月25日に倒産。戦後初の生命保険会社の経営破綻となった。
渋谷駅周辺には中堅生命保険会社の本社が集まり、業界内で「渋谷系」「246号族」などと呼ばれた。バブル時代に大手が二の足を踏むハイリスクな財テク商品を売る積極攻勢で業績拡大を狙ったことが仇となり、バブル崩壊後の低金利時代に経営破綻が相次いだ。
その結果、1990年代末から2000年代初頭にかけて当社の破綻を皮切りに、東邦生命保険（1999年6月破綻）、第百生命保険（2000年5月破綻）、大正生命保険 （同年8月破綻）、千代田生命保険（同年10月破綻）、協栄生命保険（同年10月破綻）、東京生命保険（2001年3月破綻）と、当社を含めて中堅生命保険会社7社の経営破綻が続き「生保破綻ドミノ」と呼ばれた。いわゆる「護送船団方式」と呼ばれる金融保護政策が、バブル崩壊後は銀行に続き保険業界でも崩れ去ることとなった。

## 概要
1909年（明治42年）5月、太平生命保険株式会社として設立。1923年（大正13年）、東武鉄道創業者で鉄道王と呼ばれ、富国生命の創業者でもある根津嘉一郎に買収される。昭和に入って日産財閥に経営権が異動。戦後に相互会社となるも、日立製作所、日産自動車などの旧日産財閥系の企業と親密な関係が続いた。
1947年に相互会社として新会社を発足させ、翌1948年に契約を包括移転した。新会社発足の際の社名は日新生命保険相互会社であったが、1954年（昭和29年）5月に改称して日産生命保険相互会社となる。
1980年代半ばに、業界初の歯科医療保険を開発し販売。この保険は保険請求が非常に多く経営の悪化を招いた。
1980年代後半には地方銀行などと組み、銀行ローンで保険料を一括払いさせるという形で、融資とセットで高い予定利率の個人年金を販売したことで資産規模が4年で4倍と急激に増大した。こうした財テク商品の発売は他の中堅生命保険会社にも影響を与え、同業他社も追随する結果となった。しかし1990年代前半の低金利時代到来により膨大な逆ザヤを抱える原因となり、無理な運用に走ることを招いた。また破綻直前は株式市場に運用資金を傾斜させたことも含み損を膨らませる結果となった。
1997年（平成9年）4月25日、債務超過により主務省である大蔵省より業務停止命令を受け倒産。破綻時の債務超過額は約600億円、総資産は約2兆1,200億円、負債総額は約2兆1,000億円。破綻の際に存在した既契約は、1997年6月に受け皿会社として設立されたあおば生命保険株式会社に引き継がれた。現在は吸収合併によりプルデンシャル生命保険となっている。
渋谷駅近くにあった本社ビルは経営破綻後に解体され、34階建て超高層マンションの建設予定地となった。

## 破綻処理
戦後初の生命保険会社の破綻であり、当時は金融機関等の更生手続の特例等に関する法律も保険会社への適用を想定していなかったことから、保険業法に基づく処理が行われた。主務省である大蔵省は、生命保険協会を保険管理人に指名。同社が相互会社であったことから、合併や売却といった方法ではなく、保険管理人である生命保険協会が保険契約の受け皿会社として設立したあおば生命への契約移転の方式によって処理を行った。
契約移転に当たっては、保険契約者保護基金より2,000億円の資金援助を受けたが、破綻の要因となった逆ザヤを縮小させるため、既契約の予定利率を一律2.75%に引き下げると共に、7年以内の解約に対しては解約返戻金を最大15%削減する規定が盛り込まれた。
また当破綻処理によって、生命保険会社が拠出していた保険契約者保護基金の資金枠が底をついたことから、破綻処理の新たな枠組みが議論される契機となった。

## 年表
- 1909年（明治42年）5月 - 太平生命保険株式会社として設立
- 1923年（大正12年） - 根津嘉一郎が買収
- 1935年（昭和10年）10月 - 日産生命保険株式会社と改称
- 1942年（昭和17年）10月 - 片倉生命保険株式会社と合併
- 1947年（昭和22年）8月 - 新会社である日新生命保険相互会社設立
- 1948年（昭和23年）3月 - 新会社に包括移転
- 1954年（昭和29年）5月 - 日産生命保険相互会社に名称変更
- 1997年（平成9年）4月25日 - 債務超過により業務停止
- 1997年（平成9年）10月 - あおば生命保険株式会社に契約を包括移転し、解散